# Arundel

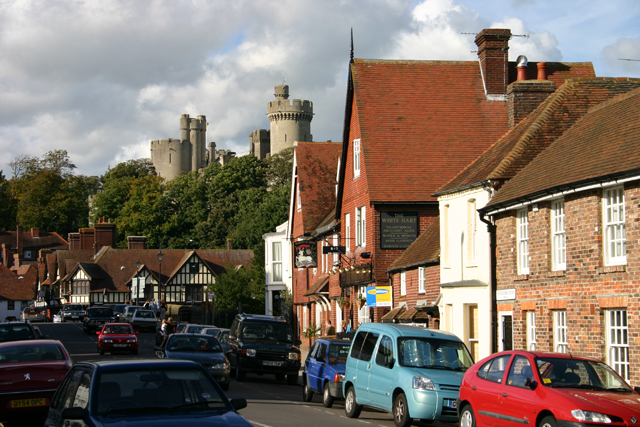
Arundel

Arundel je město nacházející se v Západním Sussexu v Jižní Anglii. Leží 79 km jihozápadně od Londýna. Jižní částí města protéká řeka Arun. V Arundelu najdeme také katedrálu, kriketový klub a hřiště. V Arundelu také vznikl jeden z nejstarších skautských oddílů. Ve východní části města Arundelu najdeme také stejnojmenný hrad.

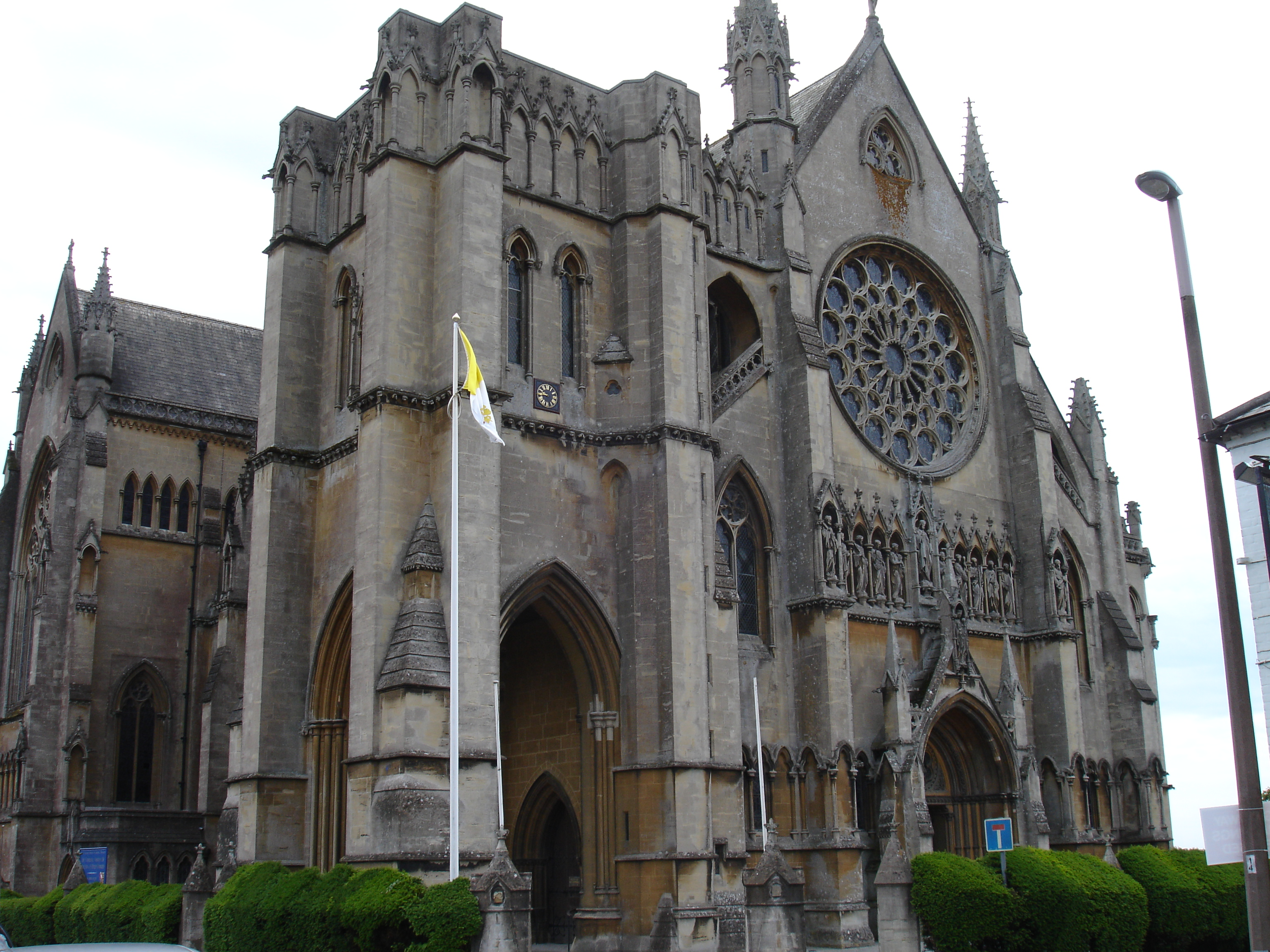
Arundelská katedrála

## Hrad Arundel

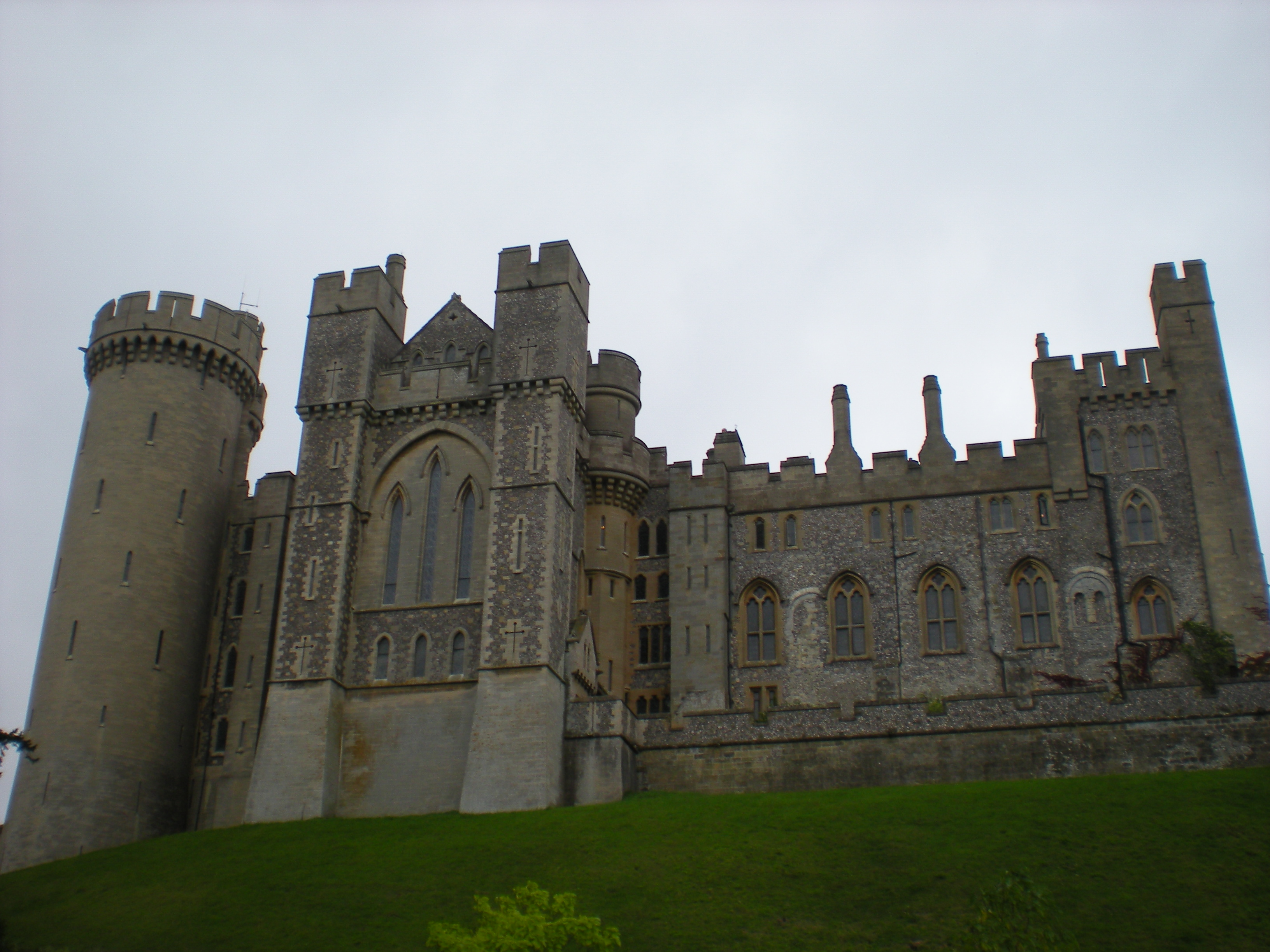
Pohled na Hrad Arundel z jižní strany

### Historie
Domov dnešního vévody a vévodkyně z Norfolku. Hrad byl založen na Boží hod vánoční roku 1067, kdy Vilém Dobyvatel, který úspěšně napadl Anglii a získal její trůn, udělil třetinu sussexského hrabství svému příbuznému, Rogeru de Montgomery. Arundel byl jedním z řetězce obranných hradů podél jižního pobřeží, který měl odradit invaze ze zahraničí. Roger de Montgomery vytvořil ambiciozní opevnění z hlíny a dřeva s půdorysem čísla 8 a centrálním opevněným pahorkem obklopeným dvěma nádvořími. Původní palisádové opevnění bylo záhy nahrazováno kamennou zdí, počínaje věží s bránou, která pochází z roku 1070.
Po povstání Rogerova syna připadl hrad anglické koruně a pak byl předán rodině d'Albini, která nahradila původní dřevěnou tvrz kamennou stavbou z caenského kamene. Král Henry II postavil nové obytné budovy na jižním nádvoří, z nichž část tvoří základy dnešního domu, a potom předal hrad zpět d'Albiniům. Když se stal majitelem rod Fitzalanů, dále budoval a rozšiřoval obytné prostory na jižním nádvoří, přistavěl barbakán nebo také vnější strážnici u brány a Bevisovu věž. Poslední Fitzalan zemřel mladý, a tak vlastnictví hradu přešlo přiženěním na vévody Howardy z Norfolku.
Hrad byl obléhán během občanské války v roce 1644 a dobyt vojsky parlamentu, která je z části zbourala, aby jej royalisté nemohli dále využívat.
Ke konci 18. století jedenáctý vévoda Norfolku z hradu udělal své hlavní sídlo a začal s rozsáhlou přestavbou. jeho úsilí se však nedostalo ocenění, a 15. vévoda provedl novou masivní rekonstrukci v letech 1875 až 1900, kdy zavedl nový přívod vody a elektrické světlo.
Současný 18. vévoda z Norfolku hrad využívá jako rodinné sídlo. Spolu s vévodkyní zrestaurovali interiér do jeho viktoriánské slávy. Vévoda také obnovil park a vyhlásil ekologický plán na zachování přírody v okolním panství.

### Exteriéry, interiéry
Vstupní strážnice je nejstarší část hradu z roku 1070 postavená z místního kamene. Mechanismus padací mříže je přesnou rekonstrukcí originálu.
Tvrz. Zde původně stály nejlepší obytné budovy. Byla postavena v roce 1138, je v ní zásobárna, kde se skladovaly potraviny pro případ obležení. Kdykoli je vévoda z Nofolku doma, na vrcholu věže Studniční věže /Well Tower/ vždy visí standarta.
Kamenná síň. Původní vstupní hala do hradu. Obsahuje řadu židlí, úmyslně nepohodlných, aby zde lidé nečekali příliš dlouho.
Kaple. Kaple je zasvěcena Panně Marii a je to nejkrásnější místnost ve viktoriánském stylu na hradě. Je postavena z křídy a painswického vápence. Na oknech a stropních reliéfech jsou výjevy ze života Panny Marie.
Baronská síň. Síň je 40 metrů dlouhá a 15 metrů vysoká. Střecha s Ardantovou vazbou je zhotovena z dubu pocházejícího z místního panství a okna zobrazují historii rodu formou erbů na východní straně a formou historických výjevů na západě.
Jídelna. Původně středověká kaple, změněna na jídelnu v roce 1795. každý rok je zdejší stůl prostírán k snídani, večeři nebo podávání moučníku, s využitím různého stolního náčiní z rodového majetku. Jsou zde vystaveny památky na skotskou královnu Marii Stuartovnu, včetně růžence, který si s sebou nesla na popraviště.
Malý salonek. V roce 1997 byl znovu vybaven, s využitím nábytku z Norfolk House v Londýně. Tři obrazy jsou rozmarné krajiny od italského malíře Canaletta.
Salon. U krbu půlené erby, obsahující znak 15. vévody z Norfolku a jeho první ženy. Kolem stropu jsou erby dam, které se v průběhu staletí do rodu přivdaly. Meziokenní zrcadla byla největší v zemi, když je 9. vévodkyně z Norfolku kolem roku 1750 objednala.
Pokoje královny Viktorie. Královna Viktorie navštívila Arundel v roce 1846 a 13. vévoda pro tuto návštěvu dal zhotovit kompletní sadu bílého a zlatého nábytku do ložnice. U příležitosti návštěvy byl také zhotoven portrét královny, který namaloval William Fowler.
Knihovna. Knihovna je nejvýznamnějším prvkem, který přežil z odkazu 11. vévody, a je jednou z nejvýznamnějších gotických místností v zemi. obsahuje deset tisíc knih a stříbrnou ikonu zhotovenou ruským klenotníkem Fabergém.
Velké schodiště. Zábradlí je vyrobeno z mramoru obsahujícího fosílie. Tapisérie pocházejí z francouzské manufaktury Gobelin a zachycují život v Karibiku, na portrétech jsou děti 13. vévody.
Chodba-obrazárna. Byla přistavěna v roce 1708 osmým vévodou k usnadnění pohybu mezi místnostmi. Obsahuje portréty vévodů a vévodkyň v chronologickém pořadí.
Zbrojnice. Obsahuje sbírku zbraní a zbroje 15. vévody z Norfolku. Brnění pochází ze 16. století, z Německa. Největší meč se jmenuje Mongley, a je to anglický dlouhý meč ze 14. století. Stůl ve středu místnosti má desku zhotovenou ve Florencii v 16. století, vykládanou slonovinou.